# جین وس داکلوس
جین وس داکلوس (انگلیسی: Jean-Yves Duclos؛ زادهٔ ۱۹۶۵) یک اقتصاددان اهل کانادا است. او وزیر خانواده ، کودکان و توسعه اجتماعی کانادا است.